# Рэттрей, Алан
Алан Рэттрей (англ. Alan Rattray; 19 марта 1955 года, Уинсор, провинция Онтарио, Канада — 17 октября 2018 года) — американский конькобежец канадского происхождения, специализировался в шорт-треке и конькобежном спорте.
6-ти кратный чемпион мира по шорт-треку, в том числе Абсолютный чемпион мира 1976 года, бронзовый призёр чемпионата мира по шорт треку в абсолютном зачёте 1978 года.

## Биография
Алан Рэттрей родился в Канаде, в возрасте 6 лет семья переехала в США, город Инглвуд, штат Калифорния, когда его отцу предложили работать в компании «Penske Motor Racing». Алан начал кататься на коньках с 9 лет, тогда отец привёл его в секцию хоккея, но когда к отцу подошёл тренер по конькобежному спорту и предложил тренироваться у него, то Алан согласился. Тренер увидел его любовь к спорту. С тех пор он одел коньки и стал заниматься в ныне не существующем клубе конькобежцев «Калвер-Сити» и выиграл целую комнату трофеев. Алан посещал Венецианскую среднюю школу и окончил её в 1973 году. Затем поступил в колледж Санта-Моники на специальность машиностроения. Его наняли в компанию «Hughes Aircraft Company», ныне «Raytheon» на должность инженера-чертёжника, где он работал 36 лет.

## Спортивная карьера
В 1974 году он выиграл национальный чемпионат и установил мировой рекорд на дистанции 400 метров в крытом помещении с результатом 37,5 сек. Рекорд этот остался навсегда за Рэттреем, так как эта дистанция больше не входит в программу ISU.
В одном из интервью Алан сказал — «На Олимпиаде мне придётся кататься на открытом воздухе, я собираюсь тренироваться на восточном побережье или Висконсине в течение нескольких месяцев.
Мне сказали, что это совершенно не похоже на катание в помещениях. Я вполне уверен, у меня всё получится. Уверен смогу поехать тренироваться в Европу. Надеюсь попасть в Германию со своим тренером Джимом Минами».
В 1976 году Алан стал второй раз чемпионом США в конькобежном спорте, в том же году на первом чемпионате мира в Шампейне по шорт-треку Алан выиграл на всех дистанциях и стал первым абсолютным чемпионом мира, А через 2 года на мировом первенстве в Солихалле выиграл дистанцию на 500 метров, был вторым на 1000 метров, проиграв только австралийцу Джеймсу Линчу и в общем зачёте занял третье место. Это были грандиозные успехи для американской сборной и самого Рэттрея, а о первом чемпионе из США вспомнят только через много лет. В 1990 году в Колорадо-Спрингс, штат Колорадо Алан Рэттрей был внесён в зал Славы конькобежного спорта США.

## Личная жизнь
Как талантливый инженер Алан 5 раз был награждён премией изобретателей и авторов, которая присуждается за выдающиеся и инновационные разработки в области машиностроения. В 1977 году он познакомился с Гейл, а в 1980 году они поженились и переехали на ранчо Кукамонга в штате Калифорния. В 1986 году у них родилась дочь Шеннон, а 1988 году родилась вторая дочь Аманда. Ещё у них были три собаки. Обе его дочки играли в Софтбол и волейбол, также занимались плаванием. Алан следил за их успехами и разочарованиями. После ухода на пенсию в 2013 году он переехал в Джорджтаун.

## Награды
- 19 мая 1990 года — введён в зал Славы конькобежного спорта США